# Emils
Emils est un groupe de crossover thrash allemand, originaire de Hambourg. Il est formé en 1985, dissous en 1998, réuni en 2011 et définitivement dissous en 2013.

## Biographie
Le groupe se forme en mars 1985 et se compose du chanteur et guitariste Oliver Makris, du bassiste Sven Carstens, du batteur Carsten Zisowsky et du chanteur Ille. Entre 1981 et 1984, tous les membres, à l'exception du batteur Zisowsky, étaient actifs dans d'autres groupes. Le nom d'Emils s'inspire de celui du groupe Slime. En conséquence, le groupe développe ses premières chansons et joue son premier concert le 12 avril 1986. Il est suivi par d'autres performances, avec des groupes tels que Napalm Death, The Golden Lemons et Razzia. 
Après une première démo publiée en mars 1987, le label We Bite Records les contacte et les signe. En octobre, le premier album Fight Together For... est enregistré et mixé au studio Hildesheim Masterplan sous la direction de Stefan Grujic. Ces enregistrements suivent par une tournée européenne de quatre semaines avec Attitude Adjustment. En janvier 1988, l'album sort en format LP et, un an plus tard, en format CD. La version CD de l'album comprend en bonus les chansons Noiseless Scream et Legale Mörder. Les deux chansons étaient déjà incluses en 1988 sur le sampler Hamburg '88, publié par le label Bitzcore Records. En février 1988, le groupe apparait également au Festival Thrash Against Apartheid dans la mine de Bochum avec The Idiots, Darkness et Violent Force. Le festival est organisé par le chanteur de The Idiots, Sir Hannes Schmidt, en faveur des victimes de l'apartheid par le gouvernement sud-africain.
En décembre 1995, ils partent en tournée avec Peter and the Test Tube Babies. Au printemps 1996, le bassiste Sven Carstens quitte le groupe. En remplacement, Thomas, le compagnon de chambre d'un ami du groupe, le remplace. Il avait auparavant travaillé pour Rostok Vampires. Ensuite, le groupe commence les répétitions et écrit de nouveaux morceaux. En juillet 1997, la version CD de Der Schwarzfleck est publiée avec un certain retard, bien que le meilleur album devrait apparaître au dixième anniversaire du groupe. À la fin d'août 1997, le groupe se rend au Master Plan Studio pour enregistrer l'album Party Time. L'album sort en novembre 1997 sur le nouveau label de Sven Carstens, Widerstand Produktionen. En décembre, le groupe part avec Hass et Dritte Wahl en tournée. Au printemps de 1998, des concerts suivent. De plus, le groupe enregistre six nouveaux morceaux dans leur salle de répétition, qui ne seront jamais diffusés. À la fin de l'été 1998, Thomas annonce son départ, après quoi le groupe se dissous.
En 2011, Fight Together For... est remasterisé, et accompagnée de la démo de 1987 en bonus. Avec cette réédition, le groupe retrouve sa place et reprend les concerts. Le groupe joue en concert jusqu'en juin 2013, avant de se dissoudre à nouveau. En 2016, le groupe joue de nouveau quelques concerts sélectifs, comme le 8 octobre à Bregenz, en Autriche.

## Discographie
- 1987 : Demo '87 (démo)
- 1988 : Fight Together For… (We Bite Records)
- 1989 : Es geht uns gut (We Bite Records)
- 1990 : Wer frisst wen? (We Bite Records)
- 1991 : Kein Blut für Öl (single, We Bite Records)
- 1991 : We Bite Live (split avec Suckspeed et Capitol Punishment, We Bite Records)
- 1993 : Licht am Horizont (We Bite Records)
- 1995 : Der schwarze Fleck (compilation, We Bite Records)
- 1997 : Partytime (Widerstand Produktionen)
- 1998 : E (démo)